# تفاعل الجسم المضاد ومولد الضد
تفاعل الجسم المضاد ومولد الضد، أو تفاعل الضد والمستضد، تفاعل كيميائي محدد بين الأجسام المضادة التي تنتجها خلايا الدم البيضاء البائية مع المستضدات أثناء التفاعل المناعي. تتحد المستضدات والأجسام المضادة من خلال عملية تسمى التراص. يعتبر التفاعل الأساسي الذي يستخدمه الجسم في حماية نفسه من الجزيئات المعقدة الغريبة، مثل العوامل الممرضة وذيفاناتها الكيميائية. في الدم، تربط الأجسام المضادة مولدات الضد على وجه التحديد برابطة ذات ألفة عالية ويشكلان معًا معقد الجسم المضاد-مولد الضد. ينتقل المعقد المناعي إلى الأنظمة الخلوية حيث يُدمر أو يُعطل.
قدم ريتشارد جاي غولدبيرغ أول وصف صحيح لتفاعل الجسم المضاد-مولد الضد في جامعة ويسكونسن في عام 1952. أصبح التفاعل معروفًا باسم «نظرية غولدبيرغ» (حول تفاعل الجسم المضاد-مولد الضد).
تتواجد أنواع عديدة من الأجسام المضادة ومولدات الضد، ويتمتع كل جسم مضاد بالقدرة على الارتباط بمولد ضد معين فقط. تعود نوعية الارتباط إلى التكوين الكيميائي المحدد لكل جسم مضاد. يتعرف المستوقع الموجود في الجسم المضاد، والمتوضع في منطقة متغيرة من السلسلة عديدة الببتيد، على العامل المستضدي أو الحاتمة. تحتوي المنطقة المتغيرة بدورها على مناطق تغير زائد مكونة من سلاسل فريدة من نوعها من الأحماض الأمينية لكل جسم مضاد. ترتبط مولدات الضد بالأجسام المضادة عبر تفاعلات ضعيفة وغير تساهمية مثل التفاعلات الكهروستاتيكية، والروابط الهيدروجينية، وقوى فان دير فالس، والتفاعلات الكارهة للماء.
تعتبر مبادئ النوعية والتفاعلية المتصالبة للتفاعل بين مولد الضد والأجسام المضادة مفيدة في المختبر السريري لأغراض التشخيص. يعتبر تحديد زمرة ABO الدموية أحد التطبيقات الأساسية لهذه التفاعلات. تستخدم أيضًا كتقنية جزيئية للعدوى بالعوامل الممرضة المختلفة، مثل فيروس العوز المناعي البشري، والميكروبات، والديدان الطفيلية.

## الأساس الجزيئي
تسمى المناعة التي يطورها الفرد عند تعرضه لمولدات الضد بالمناعة التكيفية أو المكتسبة، على عكس المناعة المتطورة عند الولادة والتي تدعى المناعة الفطرية. تعتمد المناعة المكتسبة على التفاعل بين مولدات الضد ومجموعة من البروتينات تسمى الأجسام المضادة تنتجها الخلايا البائية في الدم. تتواجد العديد من الأجسام المضادة وكل منها خاص بنوع معين من مولدات الضد. بالتالي، تعزى الاستجابة المناعية في المناعة المكتسبة إلى الارتباط الدقيق بين مولدات الضد والأجسام المضادة. يقتصر التفاعل على مناطق صغيرة جدًا من مولد الضد وجزيئات الأجسام المضادة من خلال مواقع الربط المتممة، والتي تسمى الحواتم في مولدات الضد والمستوقعات في الجسم المضاد.

### بنية الجسم المضاد
في الجسم المضاد، تتشكل منطقة فاب (الشدفة الرابطة لمولد الضد) من نهاية الطرف الأميني للسلسلتين الخفيفة والثقيلة في الغلوبيولين المناعي عديد الببتيد. تتكون هذه المنطقة، التي تسمى المجال المتغير في (V) من متواليات من الأحماض الأمينية التي تميز كل نوع من أنواع الأجسام المضاد وتحدد ألفة ارتباطها بمولد الضد. يخلق التسلسل المشترك للسلسلة الخفيفة المتغيرة (VL) والسلسلة الثقيلة المتغيرة (VH) ثلاث مناطق تغير زائد وهي (HV1، وHV2، وHV3). في السلسلة المتغيرة الخفيفة تتشكل هذه المناطق من البقايا من 28 إلى 35، ومن 49 إلى 59، ومن 92 إلى 103 على التوالي. تعد المنطقة الثالثة (HV3) الأكثر تغيرًا. بالتالي، قد تكون هذه المناطق جزءًا من المستوقع، وهو جزء من الجسم المضاد يميز مولد الضد ويربطه. تدعى باقي مناطق السلسلة (V) بين المناطق زائدة التغير بالمناطق الهيكلية. تتواجد أربع نطاقات هيكلية في كل نطاق (V)، وتسمى هذه النطاقات: FR1، وFR2، وFR3، وFR4.